# ニック・ダウィッツ
ニック・ダウィッツ（Nick Dewitz、1982年9月16日 - ）は、アメリカ合衆国・アリゾナ州出身のプロバスケットボール選手である。ポジションはフォワード。

## 来歴
バリー短大、アイオワ大学を経てオレゴン州立大学を卒業後、フィンランドのポーアボー・ターモでプレー。
2007年、仙台89ERSに入団。チーム最多の1351分出場901得点を記録し、3位に貢献。
2008年、大阪エヴェッサに移籍。本職であるフォワードのほか、手薄となったガードのポジションも担当する。しかし、チームにフィットせず、ダンクシュートの失敗を連発する不運もあり、2008年12月をもって契約解除となった。
2011年1月、新潟アルビレックスBBに入団。
2011年3月30日一時帰国するも、諸般の事情により再来日に至らず、そのまま契約解除。